# Calcio Padova 1982-1983
Questa voce raccoglie le informazioni riguardanti il Calcio Padova nelle competizioni ufficiali della stagione 1982-1983.

## Stagione

L'allenatore Giorgi portato in trionfo dai tifosi patavini nel giorno della promozione in Serie B, 5 giugno 1983.

Al termine del campionato i biancoscudati conclusero il girone A della Serie C1 al secondo posto, alle spalle della Triestina, sicché la compagine guidata da Bruno Giorgi ottenne la promozione in Serie B, categoria che riconquistava a quattordici anni dall'ultima stagione tra i cadetti. Nella Coppa Italia di Serie C, i patavini vennero invece eliminati ai sedicesimi di finale per mano del Legnano.

## Organigramma societario
Area direttiva
- Presidente: Ivo Antonino Pilotto

Area tecnica
- Allenatore: Bruno Giorgi

## Rosa
| N. |                       | Ruolo | Calciatore         |
| -- | --------------------- | ----- | ------------------ |
|    | San Marino (bandiera) | P     | Claudio Maiani     |
|    | Italia (bandiera)     | P     | Roberto Renzi      |
|    | Italia (bandiera)     | D     | Cornelio Donati    |
|    | Italia (bandiera)     | D     | Pasquale Fanesi    |
|    | Italia (bandiera)     | D     | Fulvio Fellet      |
|    | Italia (bandiera)     | D     | Saverio Albi       |
|    | Italia (bandiera)     | D     | Fabrizio Salvatori |
|    | Italia (bandiera)     | C     | Emilio Da Re       |
|    | Italia (bandiera)     | C     | Antonio Favaro     |
|    | Italia (bandiera)     | C     | Franco Conforto    |

| N. |                   | Ruolo | Calciatore        |
| -- | ----------------- | ----- | ----------------- |
|    | Italia (bandiera) | C     | Livio Manzin      |
|    | Italia (bandiera) | C     | Renato Meneghetti |
|    | Italia (bandiera) | C     | Franco Cerilli    |
|    | Italia (bandiera) | C     | Fabrizio De Poli  |
|    | Italia (bandiera) | A     | Franco Pezzato    |
|    | Italia (bandiera) | A     | Antonio Ravot     |
|    | Italia (bandiera) | A     | Alberto Dacroce   |
|    | Italia (bandiera) | A     | Nicola Cavestro   |
|    | Italia (bandiera) | A     | Stanislao Bozzi   |
|    | Italia (bandiera) | A     | Stefano Marchetti |

## Risultati

### Campionato

#### Girone di andata
| 19 settembre 1982 1ª giornata | Fano | 2 – 1 | Padova |  |

| 26 settembre 1982 2ª giornata | Padova | 2 – 0 | Forlì |  |

| 3 ottobre 1982 3ª giornata | Piacenza | 1 – 1 | Padova |  |

| 10 ottobre 1982 4ª giornata | Padova | 1 – 0 | Lanerossi Vicenza |  |

| 17 ottobre 1982 5ª giornata | Rimini | 0 – 1 | Padova |  |

| 24 ottobre 1982 6ª giornata | Padova | 2 – 1 | Pro Patria |  |

| 31 ottobre 1982 7ª giornata | Carrarese | 1 – 0 | Padova |  |

| 7 novembre 1982 8ª giornata | Modena | 2 – 0 | Padova |  |

| 14 novembre 1982 9ª giornata | Padova | 2 – 1 | Treviso |  |

| 21 novembre 1982 10ª giornata | SPAL | 0 – 0 | Padova |  |

| 28 novembre 1982 11ª giornata | Padova | 1 – 0 | Triestina |  |

| 5 dicembre 1982 12ª giornata | Trento | 0 – 0 | Padova |  |

| 12 dicembre 1982 13ª giornata | Padova | 0 – 0 | Mestre |  |

| 14 dicembre 1982 14ª giornata | Rondinella | 0 – 1 | Padova |  |

| 9 gennaio 1983 15ª giornata | Padova | 0 – 0 | Brescia |  |

| 16 gennaio 1983 16ª giornata | Parma | 2 – 1 | Padova |  |

| 23 gennaio 1983 17ª giornata | Padova | 2 – 1 | Sanremese |  |

#### Girone di ritorno
| 30 gennaio 1983 18ª giornata | Padova | 2 – 0 | Fano |  |

| 6 febbraio 1983 19ª giornata | Forlì | 0 – 0 | Padova |  |

| 13 febbraio 1983 20ª giornata | Padova | 0 – 0 | Piacenza |  |

| 20 febbraio 1983 21ª giornata | Lanerossi Vicenza | 0 – 0 | Padova |  |

| 27 febbraio 1983 22ª giornata | Padova | 2 – 1 | Rimini |  |

| 6 marzo 1983 23ª giornata | Pro Patria | 1 – 1 | Padova |  |

| 13 marzo 1983 24ª giornata | Padova | 2 – 1 | Carrarese |  |

| 20 marzo 1983 25ª giornata | Padova | 1 – 0 | Modena |  |

| 2 aprile 1983 26ª giornata | Treviso | 1 – 1 | Padova |  |

| 10 aprile 1983 27ª giornata | Padova | 2 – 2 | SPAL |  |

| 17 aprile 1983 28ª giornata | Triestina | 2 – 1 | Padova |  |

| 1º maggio 1983 29ª giornata | Padova | 1 – 0 | Trento |  |

| 8 maggio 1983 30ª giornata | Mestre | 0 – 1 | Padova |  |

| 15 maggio 1983 31ª giornata | Padova | 3 – 0 | Rondinella |  |

| 22 maggio 1983 32ª giornata | Brescia | 1 – 1 | Padova |  |

| 29 maggio 1983 33ª giornata | Padova | 0 – 0 | Parma |  |

| 5 giugno 1983 34ª giornata | Sanremese | 2 – 1 | Padova |  |